# 大網白里市立大網中学校
大網白里市立大網中学校（おおあみしらさとしりつおおあみちゅうがっこう）は、千葉県大網白里市金谷郷にある公立中学校。

## 所在地
千葉県大網白里市金谷郷275番地

## 沿革
- 1947年（昭和22年）5月10日　- 山辺村組合大山中学校創立
- 1948年（昭和23年）4月1日　- 瑞穂、大和両中学校を合併、4か村組合立大山中学校となる
- 1953年（昭和28年）4月1日　- 大和村との合併により大網町大網中学校となる
- 1954年（昭和29年）12月1日　- 大網町、白里町、増穂村、福岡村の一部の町村合併により大網白里町大網中学校と改称
- 1970年（昭和45年）4月1日　- 増穂中学校と統合し、校名を大網中学校と称し、大網校舎、増穂校舎を置く
- 1971年（昭和46年）9月1日　- 新校舎の完成により、両校舎実質統合成る
- 1972年（昭和47年）4月14日　- 校舎の取り壊し工事開始、旧校舎敷地は運動場となる
- 1973年（昭和48年）12月15日　- 屋内体育館完成
- 1978年（昭和53年）4月1日　- 歩道橋完成
- 1979年（昭和54年）3月5日　- プール完成
- 1980年（昭和55年）3月20日　- 技術科教室棟完成
- 1983年（昭和58年）3月1日　- 校門及び門扉完成
- 1989年（平成元年）3月24日　- 増穂中学校との分離
- 1990年（平成2年）2月28日　- 体育館大規模改造、部室改築完成
- 1991年（平成3年）3月31日　- 校舎内トイレ全面改修
  - 8月 - 屋上防水、1・2階床、体育館倉庫改修工事
- 1992年（平成4年）8月31日　- 校舎内部改造工事完了(普通教室、3・4階床、階段、生徒用ロッカー)
  - 10月27日　- 外壁の全面塗装工事完了
- 1993年（平成5年）10月20日　- 特別教室床、準備室床改造工事完了
- 1995年（平成7年）5月17日　- プール濾過装置補修工事完了
  - 8月25日　- 校舎内部改修工事完了(特別教室出入口扉、普通教室サッシ取替)
- 1997年（平成9年）3月30日　- テニスコート改修工事完了、プール改修工事完了
  - 8月26日　体育館ステージ改修工事完了
- 1998年（平成10年）5月10日　- 創立50周年記念式典
  - 1999年（平成11年）8月12日　- 体育館扉改修工事完了
- 2001年（平成13年）3月26日　- 教室蛍光灯交換工事完了
- 2004年（平成16年）2月13日　- 中庭外トイレ設置工事完了
  - 12月3日　- ガス配管工事完了
- 2008年（平成20年）10月　- 校舎2階西側耐震工事完了
  - 2月17日　- 地震計設置工事完了
- 2010年（平成22年）3月11日　- 校内LAN工事完了
- 2013年（平成25年）1月1日　- 大網白里市制
- 2014年（平成26年）3月1日　- 体育館耐震工事完了
- 2018年（平成30年）10月23日　- 旧給食室調理室解体工事完了
- 2020年（令和2年）5月13日　- 空調設備設置工事完了
- 2021年（令和3年）3月　- GIGAスクール構想に伴い、生徒用ネットワークLAN設置完了
  - 4月　- GIGAスクール構想に伴い、生徒にGoogle chromebook（PC）生徒に一台配布完了（chromebookは大網白里市教育委員会の管理元及びリース管理者は同じく大網白里市教育委員会である）

## 著名な出身者
- 桜井幸子 - 元女優
- 土居美咲 - プロテニス選手[2]。
- 金坂克子 - バレーボール選手